# Bok Geo-il
Bok Geo-il (Asan, 1946) è uno scrittore sudcoreano, specializzato in romanzi che trattano di scienza e di nazionalismo coreano. Da giovane frequentò il College of Commerce presso l'Università Nazionale di Seoul, e percorse la carriera di affarista per diversi anni. Lasciò infine questo genere di lavoro all'età di 38 anni, intenzionato a intraprendere la carriera di scrittore..

## Opere
Molti dei suoi lavori rientrano nel genere ucronistico.
Il suo primo romanzo, Looking for an Epitaph (alla ricerca di un epitaffe) (비명을 찾아서, 1987), esplora la realtà nel caso in cui Ahn Jung-Gun avesse fallito nel tentativo di uccidere Hirobumi Ito, portando così la Corea a rimanere una colonia giapponese fino ad oggi.
Traveler of History (viaggiatore della storia) (역사속의 나그네) narra invece di una storia del mondo alternativa, rivoluzionata dall'esistenza di un viaggio nel tempo.
Bok fu il primo scrittore coreano ad aver pubblicato una propria opera in formato elettronico. È conosciuto anche per il suo sostegno ad introdurre la lingua inglese come lingua ufficiale della futura Corea.